# ポケット
ポケット（英語：pocket）とは、衣服の表面に小さな布を縫い付けて袋状にした部分。ここに財布やハンカチ、ボールペンなどの比較的小さな持ち物を入れるのに使う。衣嚢（いのう）と訳し、おとしとも言う。

## ジャケットのポケット
飾りとして扱われる要素が強い。脇ポケットは型崩れを防ぐため、しつけ糸をとらない場合もある。ポケットチーフを挿す事もある。

### 胸ポケット
バルカポケット
ポケットの底が船底（バルカ）のようなカーブを描く胸ポケット。胸板の厚みを美しく見せるために生まれた、イタリアの伝統技法。これにより、ジャケットに立体感が生まれる。礼服や背広に用いられるポケット。
ウェルトポケット
ポケットの口に口布（縁飾り）を施した、切りポケット（セットイン・ポケット）の一種。オーソドックスなタイプで、俗にいう箱ポケットを指す。同じく、礼服や背広に用いられるポケット。
パッチポケット
貼り付け式ポケットのこと。蓋付きのもの等のバリエーションがある。主にカジュアルに好まれる。

### 内側のポケット
マガジンポケット

他にボールペンや携帯電話を入れておくポケットも存在する。

### 脇ポケット
ウェルト・ポケット
胸ポケットと同様に平行になったポケットは礼服や背広に用いられる。
大きく斜めになったポケットはカジュアル用に用いられるポケット、手を入れやすくしてある。ジャケットの他に外套、特にステンカラーコートに用いられる。
フラップポケット（雨蓋ポケット）
デザインと機能性を併せ持った、ふたつきのポケット。元来は雨を防ぐためにつけられたもので、雨蓋ポケットとも呼ばれる、蓋がないウェルトポケットの方がより正装に近い。外は蓋を出しておき、室内に入ったら蓋を仕舞っておく。初めから蓋を仕舞っておくのも可能。
チェンジポケット
脇ポケット上部に位置する小さなポケット。かつてここに小銭（チェンジ）を入れていたことから命名。現在はフラップつきのものが主流だが、蓋のないウェルトポケットの服も存在する。
ハッキングポケット
斜めになったポケット。手を入れやすくしてある。同じく、礼服や背広に用いられるポケット。ハッキングの角度は1cm～3cm辺り、1.5cm～2cm辺りが平均的。

## ズボンのポケット

### 後ポケット
後ろポケットはボタン付きの方が型くずれを起こしにくい。
スリット・ポケット
切れ目が入ったポケット、正装に相応しい。
フラップ・ポケット
蓋付きのポケット、カジュアルに好まれる。
アコーディオン・ポケット
膨らんだ蓋付きのポケット、カジュアルに好まれる。
パッチド・ポケット
貼り付け式のポケット、カジュアルに好まれる。
ウォッチ・ポケット(フォブ・ポケット、コイン・ポケット)
ベルトループと前ズボンの縫目や後ろポケットに懐中時計が入る様に、口をあけたポケット。懐中時計の鎖をベルトに通して、ズボンのポケットに入れる。懐中時計が使われなくなったので、硬貨を入れるようになった。前者はジーンズに後者はスラックスやチノ・パンツに多いスタイル。
蓋があるフラップ・ポケットと蓋がないスリット・ポケットが存在する。

### ズボンのポケット[1]
両玉
両玉縁のポケットで、左右どちらも蓋がない。
両玉クモフタ付き
両玉縁のポケットで、左右どちらも蓋がある。
両玉片方クモフタ付き
両玉縁のポケットで、片側にだけ半円の蓋がある。
両玉角フタ付き
両玉縁のポケットで、蓋の形が長方形で角端に釦が2つ付いている。
片玉
下側だけ玉縁になったポケット。
チー付き
表地をヒモ状にし、ボタンを留めるループにしたポケット。

### 脇ポケット
縦ポケット（バーティカル・スリット・ポケット、ストレート・サイド・ポケット）
脇経線利用したもの、正装に相応しい。型くずれを起こしにくい。
斜めポケット（フォワード・セット・ポケット）
脇よりななめ前にポケット口を寄せたもの、正装に相応しい。
L型ポケット（ホリゾンタル・スリット・ポケット）
前脇を横にカットしたもの。カジュアルに好まれる。ジーンズに多いスタイル。
三日月ポケット（クレセント・シェープポケット、スマイルポケット）
三日月状に斜めになったポケット。ジーンズに多いスタイル。
ウォッチ・ポケット(フォブ・ポケット、コイン・ポケット)
主にジーンズに用いられる前ポケットの内部にある小さなポケット。元々は懐中時計を入れるためのポケットであったが、第二次世界大戦後に腕時計が主流になると、次第に小銭を入れる「コインポケット」となった。また、右側にあることが多い。

## ポケットの一覧

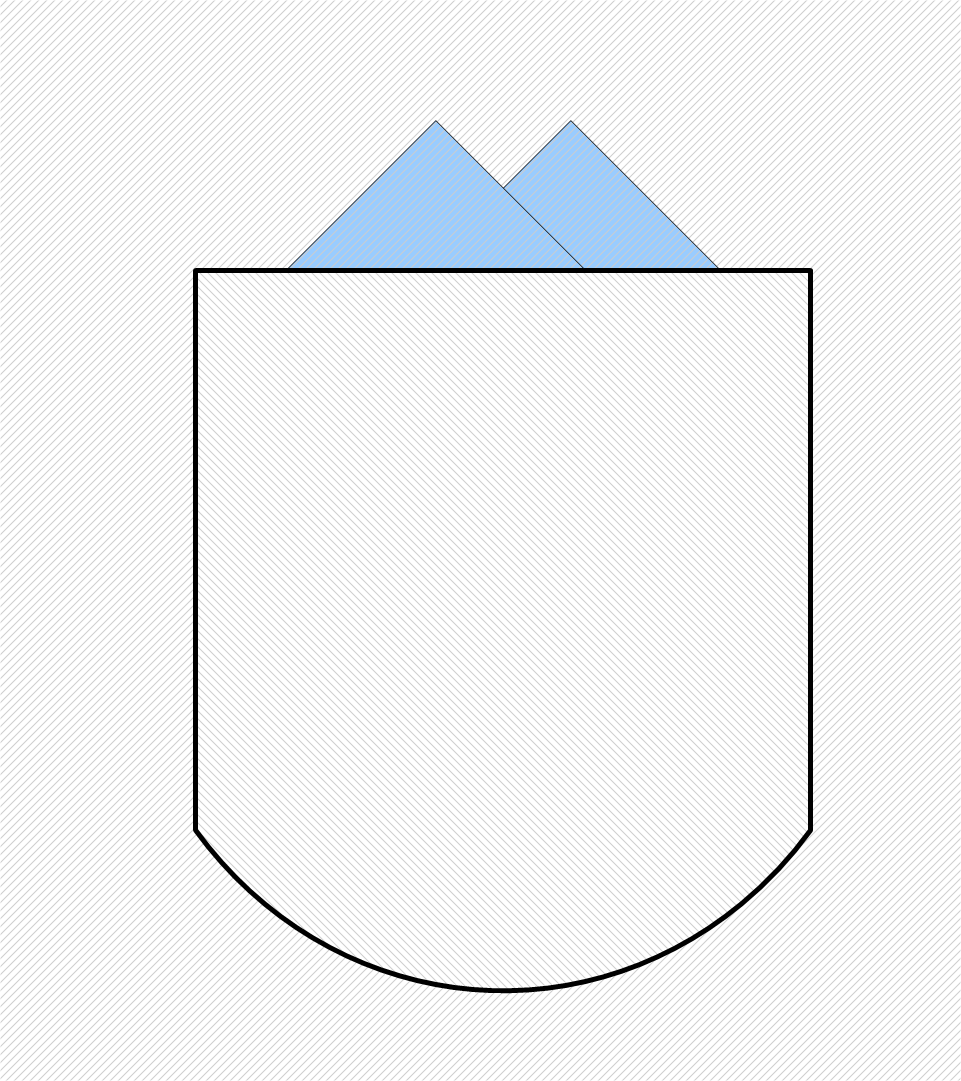
パッチポケット。外付けのポケットのこと。
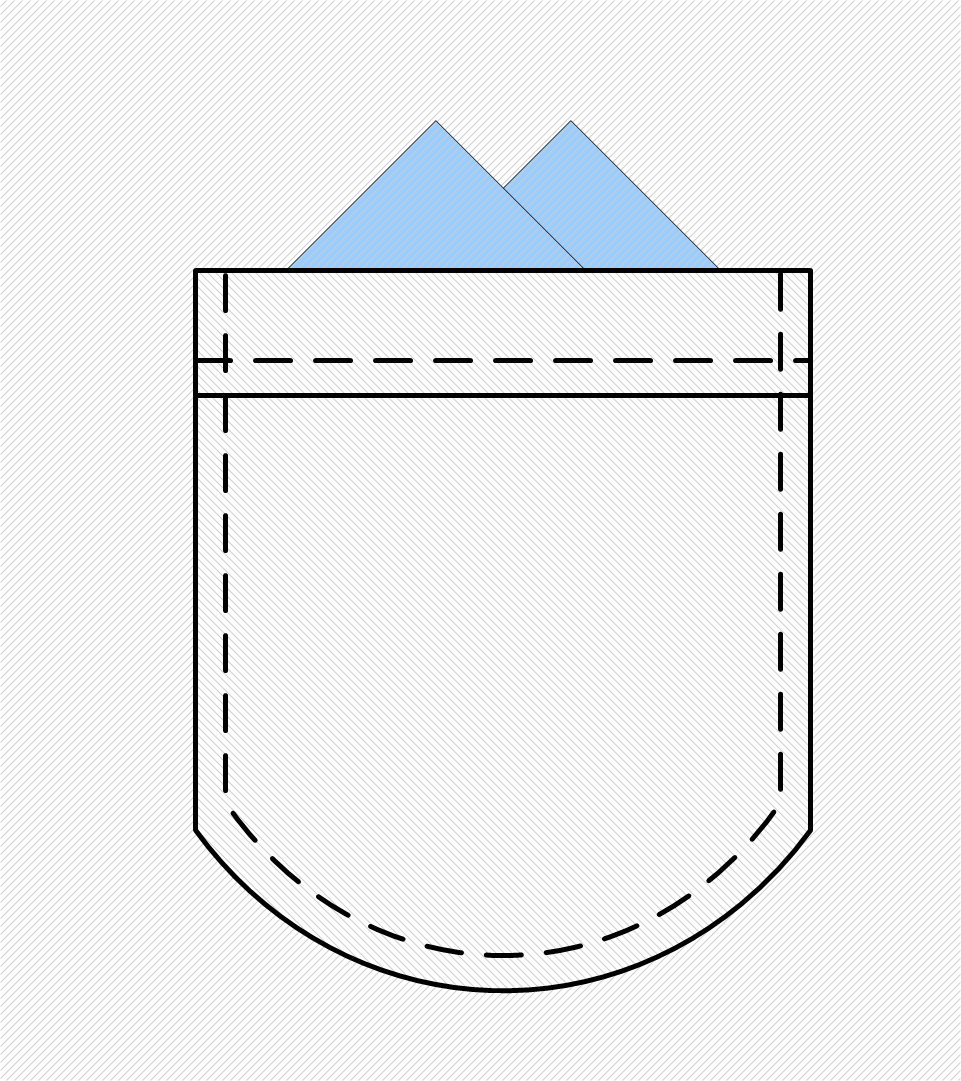
コバステッチ（布のギリギリ端のラインのステッチ）をかけたパッチポケット。
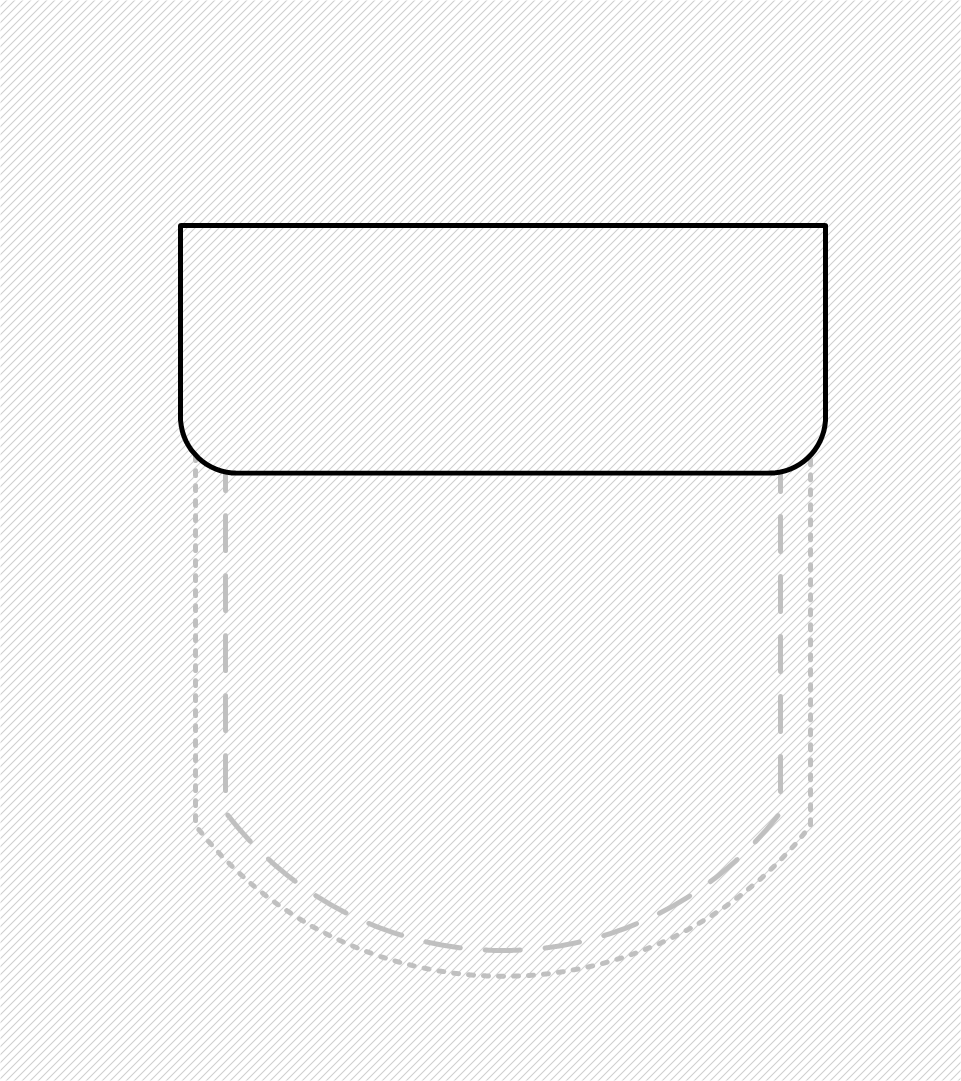
フラップポケット。フラップ（雨ぶた）が付いている。
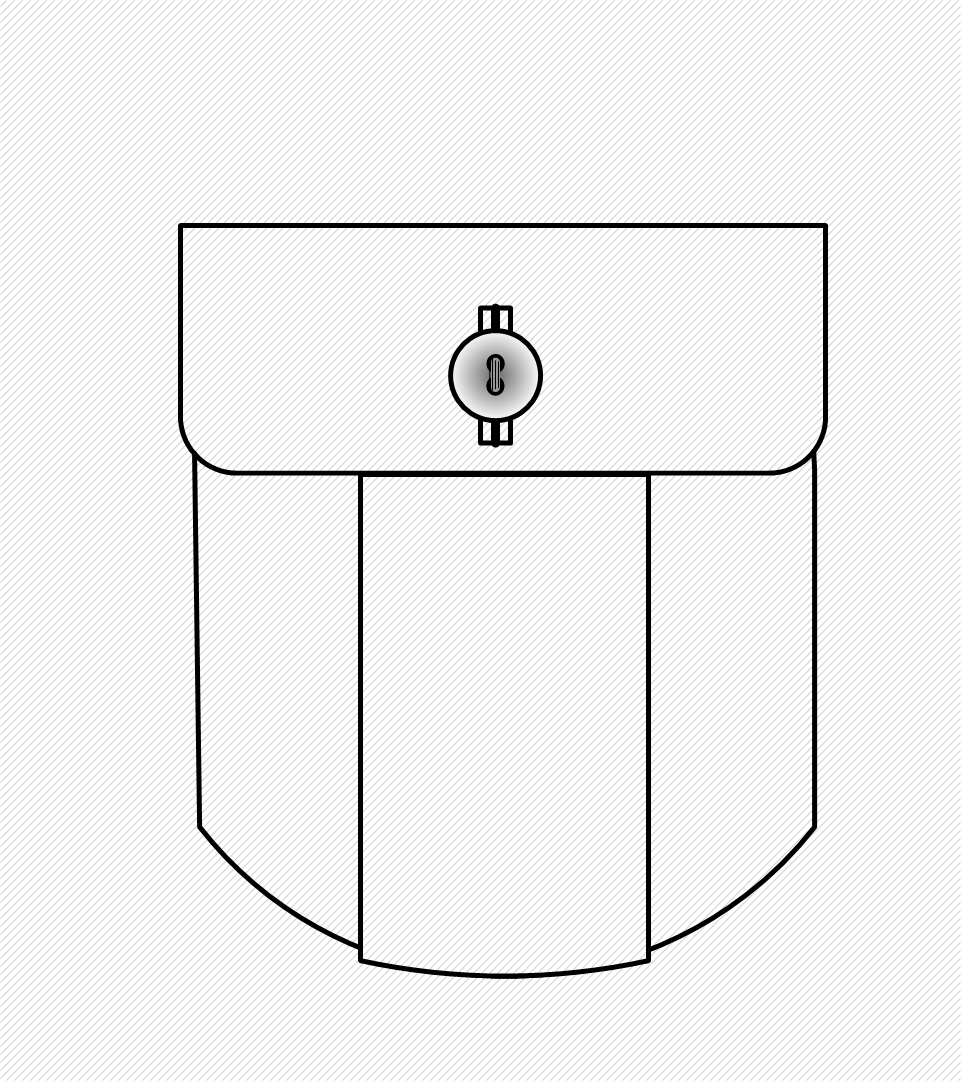
ボタン付きでボックスプリーツ入りのフラップパッチポケット。
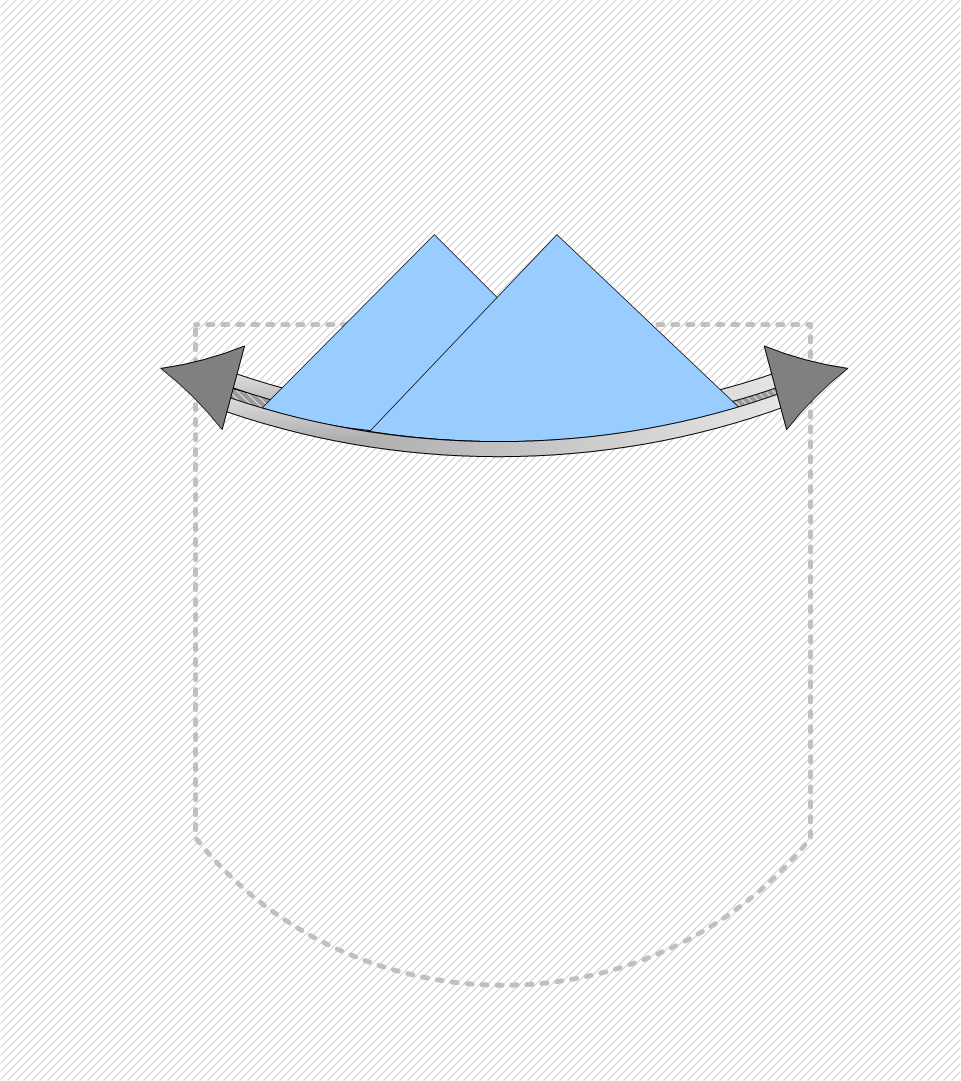
ポケットの縁にパイピング（玉縁ではない）をしたスマイルポケット。ウェスタンファッションに多い。
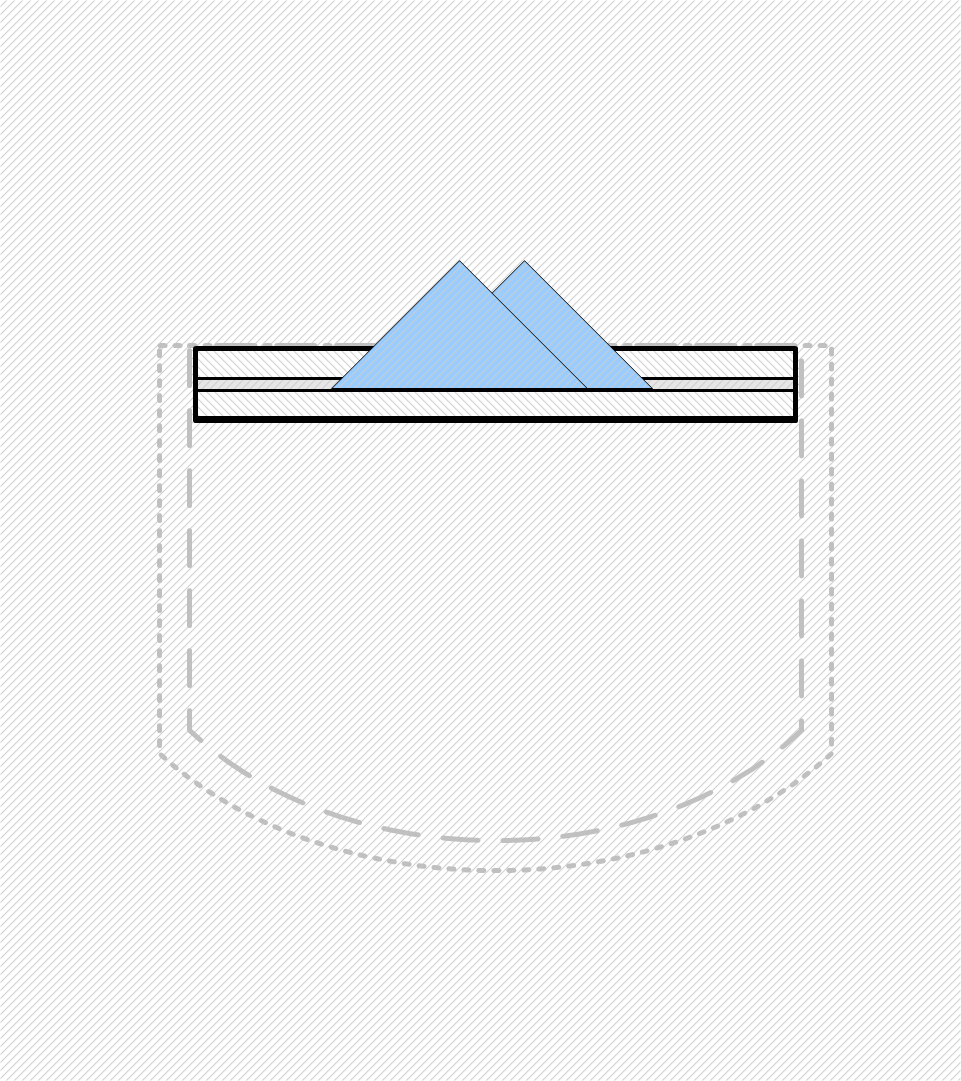
両玉縁ポケット。パイピングポケットとも言うが、玉縁のことをパイピングというのは日本だけで、実際の英語ではweltと言う。
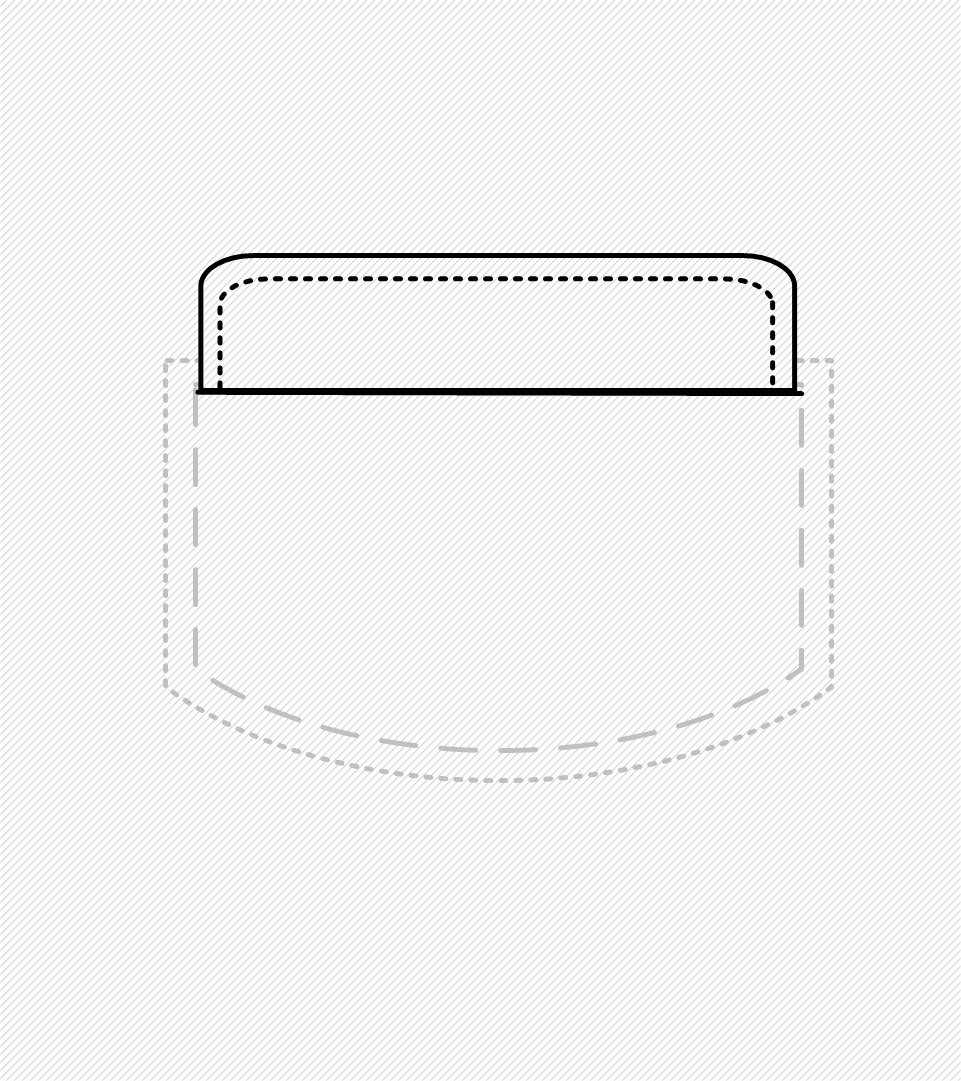
スタンドポケット。口が上向きになっているポケットのこと。
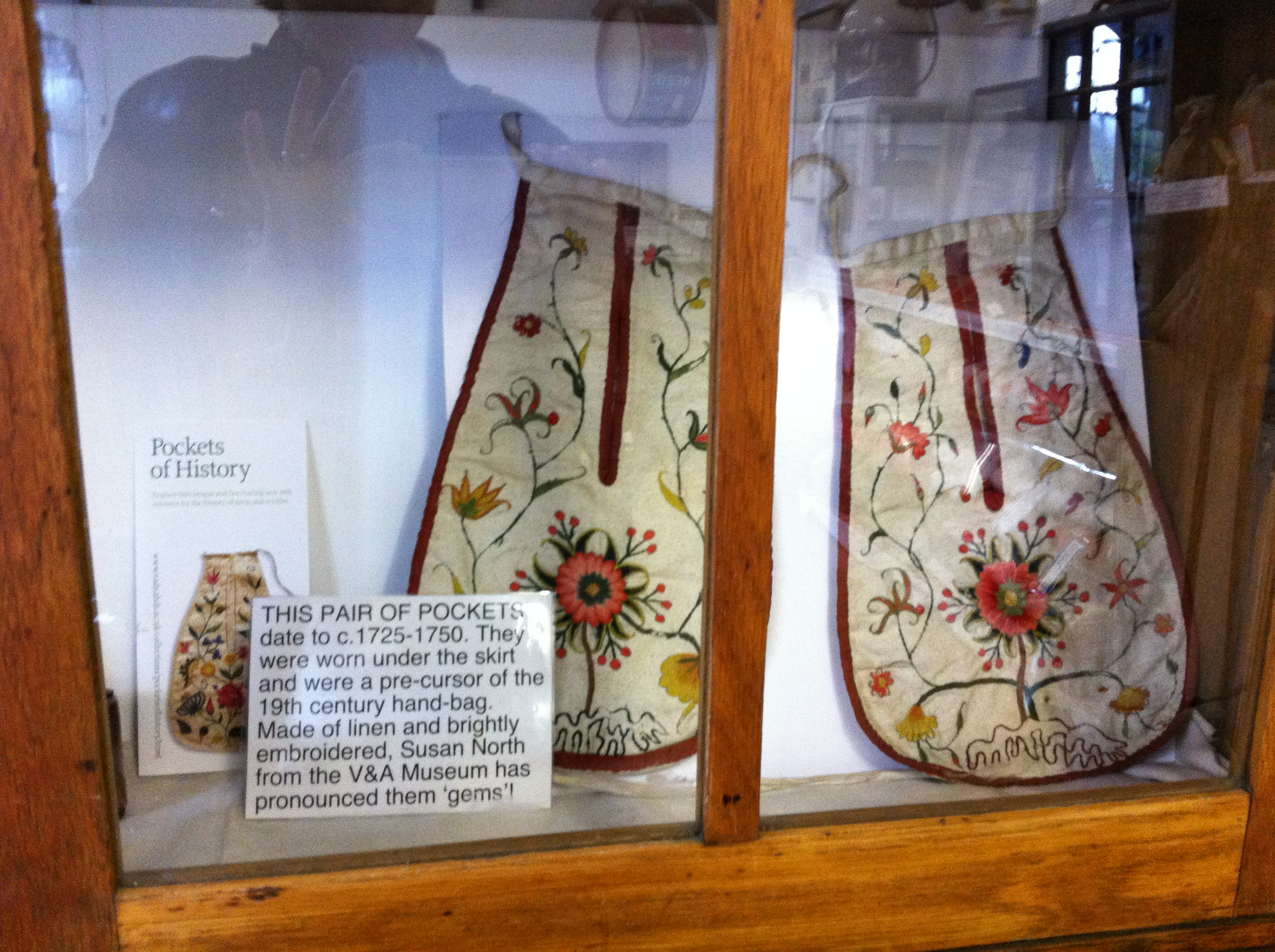
18世紀のハンギングポケット。ぶら下げて使う。
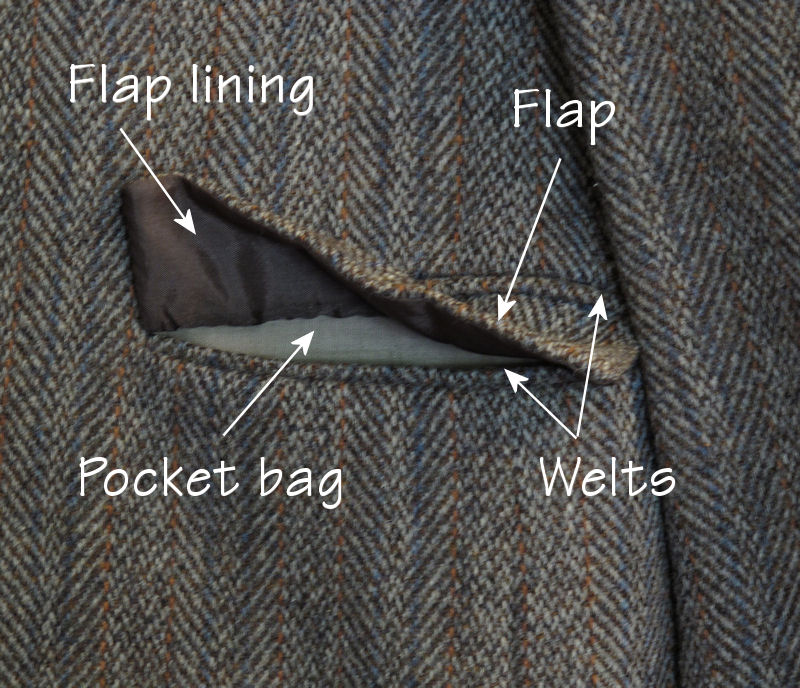
背広のポケット。袋布、フラップ、フラップの裏地、ウェルトの説明。
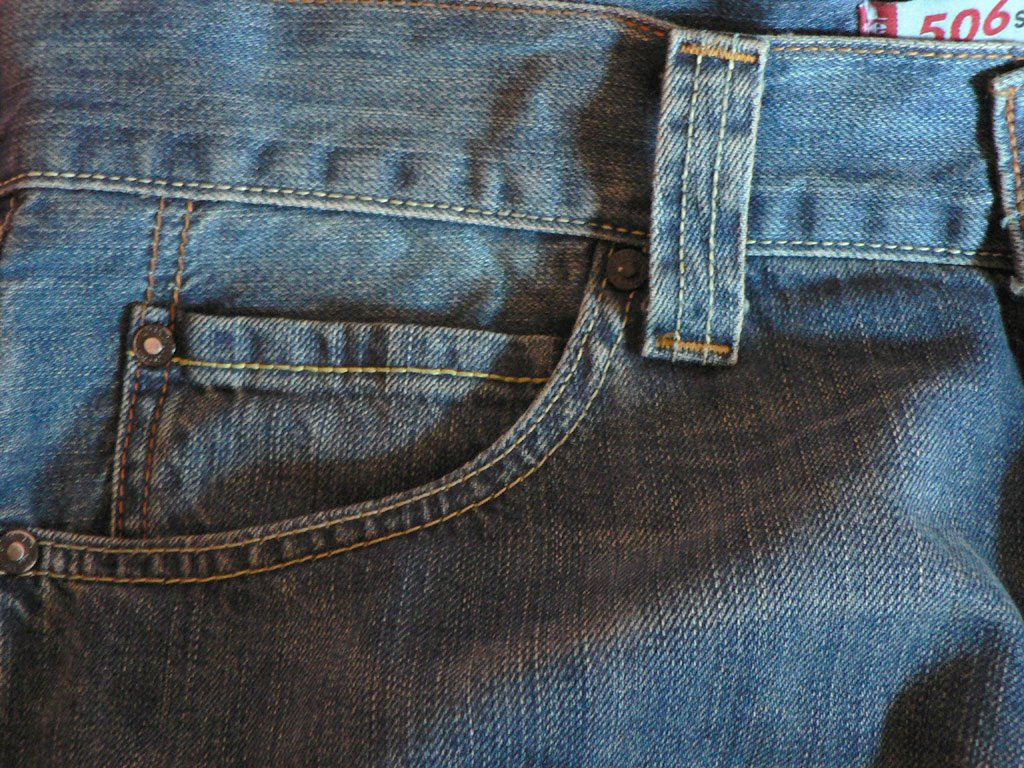
ジーンズの右前ポケットの中にあるウォッチポケットは、西武開拓時代に懐中時計を入れていた。